# Khu vực Cầu Tre
Khu vực Cầu Tre là địa điểm ghi dấu chiến công của quân và dân ta trong cuộc kháng chiến chống Mỹ xâm lược (cuối tháng 10 – âm lịch năm 1967) ở ấp Thạnh Trung, xã Phước Vĩnh Đông, huyện Cần Giuộc, tỉnh Long An, Việt Nam.

## Lịch sử
Tại khu vực này cuối tháng 10 âm lịch (năm 1967), Đại hội 1 và Đại hội 3 của tiểu đoàn 6 Nhà Bè đã tổ chức trận chống càn tiêu diệt một đại đội Mỹ và thu nhiều vũ khí.chúng quá tức tối cho là đây là một Trung đoàn chính quy bắc việt,chúng điều máy bay B52 rải thảm cả vùng Tắc cạn từ ngã 3 làng tới bầu le và xã Tân tập với 3 lần rải thảm Với trận thắng này, ta đã lấy lại thế chủ động trên chiến trường và góp phần tích cực vào thắng lợi của cuộc tổng tiến công và nổi dậy tết Mậu Thân.

## Giải thích tên gọi
Tên gọi Cầu Tre bắt nguồn từ hình ảnh của một cây cầu được làm bằng tre. Từ rất lâu, tại con rạch nối liền với sông Kinh Hàn có một cây cầu tre được bắc qua để cho người dân 2 bên rạch tiện qua lại. Dần dần cây cầu tre ấy trở thành tên gọi con rạch – rạch Cầu Tre và tên riêng cho khu vực dân cư xung quanh – khu vực Cầu Tre. Cây cầu tre hiện không còn nhưng tên gọi ấy vẫn lưu truyền cho đến nay. Khu vực di tích Cầu Tre hiện nay thuộc ấp Thạnh Trung, xã Phước Vĩnh Đông, huyện Cần Giuộc, tỉnh Long An.

## Di tích cấp tỉnh
Ngày 15 tháng 1 năm 2010, UBND tỉnh Long An ban hành Quyết định số 154/QĐ-UBND xếp hạng Khu vực Cầu Tre là di tích lịch sử – văn hóa cấp tỉnh.